# Matando Cabos
Der mexikanische Film Matando Cabos (zu deutsch grammatikalisch korrekt: Cabos tötend) ist eine Kriminalkomödie aus dem Jahr 2004 und das Regiedebüt von Alejandro Lozano. Nach der Premiere am 16. Juli 2004 stieß die Produktion auf sehr gespaltene Kritiken. Kern der Handlung ist die versuchte Entführung des Industriemagnaten Oscar Cabos, die auf Grund einer Verwechslung scheitert.

## Handlung
Die beiden Angestellten und Endzwanziger Jaque und Mudo sitzen in Toilettenkabinen und unterhalten sich über Oscar Cabos, der ein mächtiger Stahlindustrietycoon und gleichzeitig ihr Arbeitgeber ist und der halbnackt auf der Toilette neben ihnen liegt. Sie erzählen sich unterschiedliche Geschichten und Gerüchte, die gerade über diesen Mann im Umlauf sind und die dessen unangenehmen Charakter unterstreichen. In diese Situation gekommen sind die beiden jungen Männer, da Oscar Cabos Jaque einige Tage zuvor beim Geschlechtsverkehr mit seiner Tochter Paulina überrascht und ihn verprügelt hatte. Am Nachmittag suchte Jaque den Geschäftsmann in dessen Büroräumen auf, um sich zu entschuldigen. Cabos rutschte in seiner Aggression auf einem Golfball seines Zimmergolfspieles aus und blieb bewusstlos liegen. In der Angst, einer Körperverletzung bezichtigt zu werden, flüchtete Jaque; wenig später betrat die Putzkraft Nacho den Raum. Nacho und Cabos waren enge Kindheitsfreunde, ehe der in der Stadt zu Wohlstand gekommene Cabos seinen ehemaligen Kameraden betrog und ihn vor 20 Jahren als Reinigungskraft einstellte. Nacho sah nun die Möglichkeit, auch einmal für einen Tag das Leben eines Reichen zu führen, entkleidete Cabos und zog sich dessen Sachen an. Jaque hatte sich in der Zwischenzeit die Unterstützung seines Freundes und Kollegen Mudo gesichert, doch als beide in das Büro zurückkehrten, fanden sie Cabos in Unterhemd und Unterhose. Sie schleppten ihn in die Toilette.
Dort beschließen sie, ihn im Kofferraum ihres Autos mitzunehmen, damit er nicht entdeckt wird. Als Nacho in perfekter Verkleidung das Gebäude verlässt, wird er in der Tiefgarage von den beiden Kriminellen Nico und Botcha niedergeschlagen und entführt. Sie stülpen ihm sogleich einen Sack über den Kopf – so dass sie ihren Fehler nicht bemerken und ihn für Cabos halten, für den sie ein hohes Lösegeld erpressen wollen. Botcha ist Nachos Sohn und möchte sich bei Cabos für die unwürdige Behandlung seines Vaters rächen. Mudo und Jaque planen, Cabos während der Geburtstagsfeier seiner Frau Gabriela über die Mauern seines Anwesens zu werfen und mit Schnaps zu übergießen, so dass er, wenn er aufwacht, denkt, er hätte sich lediglich betrunken. Auf der Fahrt kommt es jedoch zu einem Unfall und das Auto wird fahruntüchtig. Die beiden Kollegen kontaktieren Mudos Freund Rubén, einen ehemals unter dem Kampfnamen „Mascarita“ bekannten Wrestler, der das Auto repariert und anschließend in die gemeinsame Wohnung der Männer mitfährt. Paulina Cabos wartet derweil ungeduldig auf Jaque, da sie gemeinsam mit ihm auf die Feier ihrer Mutter gehen möchte. Nach langem Warten fährt auch sie zu Jaques und Mudos Wohnung und trifft die beiden dort mit Rubén an. Aus Ärger über die Verspätung ihres Freundes entwendet sie Jaques Autoschlüssel und fährt allein mit dessen Wagen – und ihrem Vater im Kofferraum. Botcha und Nico befinden sich derweil in der Wohnung von Lula, Botchas Freundin, und unternehmen mehrere Versuche, einen Erpresseranruf abzusetzen, die jedoch auf Grund des Stresses der Angestellten im Hause der Cabos im Zuge der Vorbereitungen für die Feier allesamt scheitern. Paulina fährt zu Lula, um ihre Freundin abzuholen und nimmt auch noch Botcha mit zur Feier. Dieser schneidet dem immer noch mit einem Sack über dem Kopf Gefesselten einen Finger ab, um ihn dort zu platzieren und endlich den Ernst der Lage zu verdeutlichen. Nico wird mit Nacho allein in Lulas Wohnung zurückgelassen. Als Jaque, Mudo und Rubén Paulinas Alleingang bemerken, fahren sie mit den Autos des ehemaligen Wrestler zur Feier.
Nach einiger Zeit bemerkt Nico seine Verwechslung und kontaktiert Lula, die sich von Paulina die Autoschlüssel für Jaques Wagen leiht und zurückfährt. Botcha wird zunächst nicht in Kenntnis gesetzt, da man dessen Reaktion fürchtet. Wenig später fordert Jaque seine Schlüssel von Paulina zurück, da er an den Kofferraum muss, um Oscar Cabos in den Garten legen zu können. Botcha sucht derweil nach Paulina und erfährt von ihrer Rückfahrt. Vor dem Haus versucht er, Rubéns Wagen zu stehlen, mit dem Mudo, Jaque und Rubén soeben zu Lula fahren wollten, um sich Jaques Wagen zurückzuholen. Der Diebstahl wird jedoch verhindert und Botcha beginnt aus Frust und Ärger eine Verfolgungsjagd durch die Stadt, die für ihn auf dem Rasen des Aztekenstadions endet. Zur gleichen Zeit versuchen Lula und Nico, Nacho in den Kofferraum von Jaques Auto zu legen – in dem sich noch immer Cabos befindet –, allerdings klemmt der Kofferraum, sodass Lula ein Brecheisen holt. Mudo, Jaque und Rubén fahren vor und sehen Nico an der Heckklappe von Jaques Wagen hantieren und eine eingewickelte Person daneben auf der Straße liegen. Irrtümlicherweise gehen sie davon aus, dass der für sie Unbekannte Cabos befreit hat. Rubén verprügelt Nico und legt den bewusstlosen Nacho in seinen Kofferraum, während Jaque wieder in sein eigenes Auto steigt. Mit Nacho in Rubéns und Cabos in Jaques Wagen fährt man zurück zur Party. Dort stimmen Jaque und Mudo ein Lied auf Paulina an, um Rubén die Möglichkeit zu geben, den Bewusstlosen aus seinem Auto in den Garten zu legen und mit Schnaps zu übergießen. Im Dunkeln übersieht er seinen Fehler.
In Lulas Wohnung hat Botcha in der Zwischenzeit Nico gefesselt, nachdem er Lula verprügelt und die Wahrheit erfahren hatte. Aus Zorn über die Verwechslung und Ärger über Nicos Inkompetenz schneidet er diesem einen Finger ab. Am frühen Morgen fahren Jaque, Mudo und Rubén nach Hause zur Wohnung der beiden Angestellten. Die beiden gehen bereits hoch, während Rubén versucht, Jaques verkanteten Kofferraum zu öffnen. In der Wohnung werden sie von Nico und Botcha überrumpelt, die ihnen aufgelauert haben. Man fesselt sie. Wenig später erscheint Rubén mit dem eingewickelten Cabos, den er im Kofferraum gefunden hat, wird aber auch niedergeschlagen. Botcha ist erzürnt darüber, nicht nur seinen Vater im Trubel verloren zu haben, sondern nun auch noch sehen zu müssen, dass ihm Fremde sein eigentliches Entführungsopfer offensichtlich gestohlen haben. In seiner Wut erschießt er einen laut kreischenden Papagei in der Nachbarwohnung und wird im Gegenzug von dessen Besitzer getötet, den wiederum Nico erschießt.
In der Folge gelingt es Rubén, Nico zu überreden, sich geschlagen zu geben und vor dem Eintreffen der Polizei zu fliehen. Zwei Nachbarsjungen kommen den Protagonisten zu Hilfe und geben sich nach deren Flucht als Helden aus, die Cabos in der Schießerei angeblich gerettet haben. In den Morgenstunden kommt Oscar Cabos wieder nach Hause und erwischt seine Frau Gabriela im Bett mit Toni. Die beiden hatten sich auf der Feier ineinander verliebt. Toni springt aus dem Fenster und landet genau dort, wo Nacho noch immer halb bewusstlos vor sich hin dämmert. Er läuft weg und Cabos sieht an der Stelle unter dem Fenster lediglich Nacho liegen. Er schlägt mit einem Golfschläger auf den Unwissenden ein.

## Produktion
Die eng befreundeten Alejandro Lozano, Tony Dalton und Kristoff Raczyñski spielten schon lange mit dem Gedanken, ein gemeinsames Drehbuch zu verfassen, ohne diesen in die Tat umzusetzen. Schließlich setzten sie sich gegenseitig Ultimaten und begannen mit dem Skript. Am Anfang stand also primär der Wunsch nach einem Film und noch keine klare Vorstellung von dessen Inhalt. Ihr Ziel war es, einen Film zu kreieren, den sie selbst gerne sehen würden; es sollte eine temporeiche Produktion mit in modernen schwarzen Humor eingelagerten Action- und Gewaltelementen sein. Das Trio traf sich wöchentlich montags und diskutierte die unterschiedlichen Vorschläge. Schließlich teilte man das Verfassen des Drehbuchs untereinander in drei Teile auf. Lozano ist ein großer Fan von Freistilkämpfen und fand laut eigener Aussage schon in frühen Jahren großen Gefallen an den Kämpfen, der Person und den Filmen von Rodolfo Guzmán Huerta (El Santo) (* 1917; † 1984), einem berühmten mexikanischen maskierten Wrestler. Als Hommage an diesen arbeitete er Rubén alias „Mascarita“ in Matando Cabos ein. Die Produktion war lange Zeit nicht finanziell abgesichert, worüber die Schauspieler allerdings nicht informiert wurden. Erst drei Wochen vor Drehbeginn wurden die ersten Gelder überwiesen.
Die Dreharbeiten begannen am 18. August 2003. Der überwiegende Teil der Szenen wurde in Mexiko-Stadt abgedreht, vorwiegend in den Stadtteilen Colonia Tabacalera und Colonia Polanco. Auf letzteren deutet auch das Lied Reina de Polanco hin, das Javier während der Geburtstagsfeier von Gabriela Cabos für Paulina singt. Für die Koordination und Planung der anspruchsvollen Stuntszenen konnte der US-Amerikaner David Barret verpflichtet werden, den Billy Rovzar auf einer Hochzeit in den Vereinigten Staaten kennengelernt hatte. Barret hatte sich in der Vergangenheit bereits als Regisseur, Produzent und Regieassistent zahlreicher US-Fernsehserienfolgen und einiger Filme verantwortlich gezeichnet. Während einer Vorbeifahrt am Estadio Azul kam den Produzenten die Idee, einige Stunts in einem großen Stadion durchzuführen. Das Team erhielt die Erlaubnis, drei Tage und drei Nächte im berühmten Aztekenstadion zu drehen. In dessen Katakomben fand schließlich die Verfolgungsjagd zwischen Botcha auf der einen und Rubén, Jaque und Mudo auf der anderen Seite statt, für die man Präzisionsfahrer verpflichtete. Zudem entstand im Aztekenstadion der Sturz eines Autos über die Tribünen auf das Spielfeld.
Der Regisseur betonte nach Drehschluss, Paulina und Oscar Cabos seien die wirklichen Eckpfeiler der Geschichte, da sich die Story nahezu ausschließlich um diese beiden Personen drehe – auch wenn dies nicht immer offensichtlich erscheine. Aus diesem Grunde wollte das Produktionsteam diese Rollen nur mit bereits erfahrenen und bekanntermaßen guten Darstellern besetzen um Fixpunkte und Ruhepole zu haben. Juan Jose Saravia, als leitender Kameramann tätig, wies auf die Bedeutung der Farben hin. Er habe jeder einzelnen Person ein spezielles Farbprofil zugeteilt. So erscheinen die Räumlichkeiten von Botcha und Lula eher grünlich, kühl und roh. Bei Jaque und Mudo hingegen seien die Farben, da es sich um sehr unterschiedliche Charaktere handle, genauer ausdifferenziert und insgesamt eher wärmer gehalten. Auf diese Art und Weise wollte man eine optische Grenze zwischen den „Guten“ und den „Bösen“ ziehen, die einem nicht sofort ins Auge springt, die man aber dennoch unterbewusst wahrnimmt. Auf der Party schließlich, auf der alle Personen zusammenkommen, vereinigen sich auch die Farben zu warmen Tönen zu einer chromatischen Harmonie.
Am 8. Oktober 2003, nach 52 Tagen, war Matando Cabos abgedreht. Das Budget belief sich auf rund 25.000.000 Mexikanische Pesos, umgerechnet etwa 1.355.968 Euro. Gedreht wurde die Produktion im 35-mm-Format, einer als veraltet geltenden Technik, die ihre ehemals marktbeherrschende Stellung verloren hat.

## Veröffentlichungen
Seine Weltpremiere erlebte Matando Cabos am 16. Juli 2004 in Mexiko. Im Januar des darauffolgenden Jahres wurde er im Rahmen des Sundance Film Festival präsentiert und war am 12. Mai 2005 auf dem Marché du Film in Cannes das erste Mal in Europa zu sehen. Das Fantasy Filmfest in München nahm die mexikanische Produktion in sein Programm auf und zeigte sie erstmals am 28. Juli 2005. Knapp einen Monat später, am 26. August, erfolgte in Los Angeles der offizielle Filmstart in den Vereinigten Staaten. Im Zuge der Mexikanischen Filmwoche feierte Matando Cabos am 26. September in Ungarn Premiere und am 15. Juni 2006 auf einem Lateinamerikanischen Filmfestival in Polen. Mehr als zwei Jahre nach der Weltpremiere kam der Film am 29. Juli 2006 auch in die japanischen Kinos; im Herbst desselben Jahres nahmen ihn darüber hinaus die Organisatoren des Austin Film Festival in ihr Programm auf und zeigten ihn am 19. Oktober. Anlässlich der Fernsehausstrahlung in Australien erhielt die Produktion dort den Namen Killing Cabos.
In Mexiko wurden 302 Kinos mit Kopien bedient und in den Vereinigten Staaten lief die Produktion vom 26. August bis zum 22. September 2005 in 82 Kinos. Auf Grund der teilweise expliziten Gewaltdarstellung erhielt Matando Cabos von der Freiwilligen Selbstkontrolle der Filmwirtschaft (FSK) in Deutschland keine Jugendfreigabe. An den jeweiligen Eröffnungswochenenden spielte der Film in den USA 75.719 und in Mexiko umgerechnet 1.372.218 US-Dollar ein. Insgesamt summiert sich das weltweite Einspielergebnis auf 5.653.093 US-Dollar, davon 155.874 in den Vereinigten Staaten. Matando Cabos avancierte somit zum mexikanischen Film des Jahres 2004 mit den höchsten Einnahmen.
Die DVD zum Film erschien am 24. Januar 2007. Die deutsche Version enthält zusätzlich ein 1:00:40 Stunden langes, aus Interviews mit dem Produktionsteam und den Hauptdarstellern sowie Einblicken in den Drehalltag bestehendes, spanischsprachiges Making-of mit deutschen Untertiteln. Die gleiche Sprachkombination besitzt auch der auf der DVD vorhandene 2:09 Minuten lange Trailer; zusätzlich gibt es eine Trailershow für neun weitere Filme, die in jenem Zeitraum veröffentlicht wurden.

## Rezeption
Die Reaktionen der Filmkritiker auf Matando Cabos waren sehr unterschiedlich. 53 Prozent der gesammelten Kritiken auf Rotten Tomatoes waren positiv und die Zuschauerwertungen der Internet Movie Database erreichten 7,5 von zehn Punkten. Eine Mehrheit der Rezensenten sah eine starke Nähe zu Pulp Fiction und den Werken Guy Ritchies – dies wurde von einigen als Einfallslosigkeit bemängelt, von anderen dagegen anerkennend-lobend hervorgehoben.
Jeremy Mathews vom Onlinedienst filmthreat.com urteilte, der Film sei „violent, vulgar, disgusting and incredibly funny“ (de.: „gewalttätig, vulgär, ekelhaft und unglaublich witzig“). Er betont, der Film sei eine extrem lustige, geschickt gezeichnete und clever produzierte Comedy. Jeder könne einige zweitklassige, skurrile Kriminaldialoge zusammenpantschen, es bedürfe aber eines gewissen Genies in der Funktion des Regisseurs, der Drehbuchmitarbeiter und der Darsteller, um solch bizarre Szenen entstehen zu lassen. Mathews vergab dreieinhalb von fünf möglichen Sternen und somit die Bewertung „Great“.
Kevin Thomas von der Los Angeles Times ging in seiner Kritik scharf mit Matando Cabos ins Gericht:

„The most depressing aspect of "Matando Cabos" (Killing Cabos), a grimly unfunny and stupefyingly inept comedy, is that it has found an American distributor when so many high-caliber Spanish-language films never reach U.S. theaters. [...] What is most repellent about the picture is that its numerous moments of extreme violence and brutality, intended to be funny, are instead nauseating.“

„Der bedrückendste Aspekt von „Matando Cabos“ (Killing Cabos), einer grimmig witzlosen und verblüffend unfähigen Comedy, ist, dass er amerikanische Vertreiber gefunden hat, wohingegen so viele hochklassige spanischsprachige Filme nie die US-amerikanischen Kinos erreichen. [...] Was am abstoßendsten an dem Film ist, ist, dass seine zahlreichen Momente extremer Gewalt und Brutalität, beabsichtigt, witzig zu sein, stattdessen ekelerregend sind.“

### Auszeichnungen
Ehrungen
- MTV Movie Awards México 2005

- Bester Film
- Bester Hauptdarsteller: Tony Dalton
- Bizarrster Sex: Jacqueline Voltaire, Silverio Palacios

- CANACINE-Preise 2005 (Cámara Nacional de la Industria Cinematográfica y del Videograma)

- Bester Regisseur National Award: Alejandro Lozano

Nominierungen
- Premio Ariel 2005

- Bester Schnitt: Alberto de Toro
- Bestes Make-up: Carlos Sánchez, Carmen de la Torre, Roberto Ortiz
- Beste Spezialeffekte: Alejandro Vázquez, Edgar „Chivata“ Lezama
- Bester Nebendarsteller: Joaquín Cosio
- Bester Nebendarsteller: Raúl Méndez

- Festival de Cine de Bogotá 2005

- Bester Film: Alejandro Lozano

- MTV Movie Awards México 2005

- Beste Filmmusik: Fobia (für das Abschlusslied „Más Caliente Que El Sol“)